# RSDN-20
RSDN-20 (Радиотехническая Система Дальней Навигации - radiotehničeskaja sistema dalnej navigaciji) je ruski radionavigacijski sistem za dolge razdalje.
Sistem so uporabljali letala, ladje in podmornice (pod vodo). RSDN-20 in podoben ameriški sistem Omega oba delujeta v spektru zelo nizkih frekvenc - VLF. Omega sicer ni več v uporabi. Doseg RSDN je okrog 10 000 kilometrov od glavne postaje, natančnost pa je okrog 2,5-7 kilometrov.
RSDN oddajniki so bili nameščeni na zelo visokih stolpih. 

## Oddajniki
- Novosibirsk: (55°45′22″N 84°26′52.4″E / 55.75611°N 84.447889°E)
- Krasnodar: (45°24′12″N 38°09′29″E / 45.40333°N 38.15806°E)
- Habarovsk: (50°04′24″N 136°36′24″E / 50.07333°N 136.60667°E)
- Revda: (68°02′8″N 34°41′00″E / 68.03556°N 34.68333°E) - neoperativen
- Sejda: (67°03′08″N 63°04′19″E / 67.0522°N 63.072°E) - neoperativen